# チョン・ユミン
チョン・ユミン（정유민、1991年7月10日 - ）は、韓国の女優である。ソウル芸術大学演技科卒業。

## 出演

### テレビドラマ
- モンスター（2012年、JTBC）
- ホーリーランド（2012年、SUPER ACTION）
- 太陽のあなた（2012年、SBS）
- 花たちの戦い -宮廷残酷史-（2013年、JTBC）
- ユナの街（2014年、JTBC）
- ラブオン・ハイスクール（2014年、KBS2）
- 純情に惚れる（2015年、JTBC）
- 恋のスケッチ〜応答せよ1988〜（2015年、tvN）
- リメンバー〜記憶の彼方へ〜（2015年、SBS）
- ハッピー・レストラン〜家和萬事成〜（2016年、MBC）
- 魔女宝鑑 〜ホジュン、若き日の恋〜（2016年、JTBC）
- 恋のドキドキシェアハウス〜青春時代〜第1章（2016年、JTBC）
- 雲が描いた月明り（2016年、KBS2）
- 超人ファミリー（2017年、SBS）
- 法廷プリンス - イ判サ判 - （2017年、SBS）
- 胸部外科（2018年、SBS）
- ナインルーム（2018年、tvN）
- 花道だけ歩きましょう〜恋の花が咲きました〜（2019年、KBS1）
- 梨泰院クラス（2020年、JTBC）